# Nakadžima J1N
Nakadžima J1N Gekkó (japonsky: 月光, Měsíční svit) byl dvoumotorový dolnoplošník užívaný japonským císařským námořním letectvem za druhé světové války. Prototyp, zamýšlený jako dálkový stíhací letoun, poprvé vzlétl v květnu 1941. Sériové výroby se ale jako první dočkala průzkumná verze J1N1-C. Ta posloužila jako základ k polní přestavbě na noční stíhací letoun a následně se sériové výroby dočkala i čistě noční stíhací verze J1N1-S. Gekkó dostalo od Spojenců přiděleno kódové jméno Irving – jelikož se Američané poprvé setkali s průzkumnou variantou, mělo být letounu přiděleno ženské jméno, ale Američané se domnívali, že se jedná o stíhací letoun a tak mu bylo přiděleno jméno mužské.

## Vznik
V roce 1938 zformuloval odbor Generálního štábu námořního letectva pod šifrou 13-Ši požadavky na vývoj dvoumotorového dálkového stíhacího letounu a předal je nejvýznamnějším leteckým firmám, Micubiši a Nakadžima. Požadovaný letoun měl zvládat doprovodné stíhání, rychlý průzkum a noční přepadové akce při rychlosti 520 km/h s doletem 3700 km.
Hlavňová výzbroj se měla skládat z kanónu ráže 20 mm a kulometů typ 97 v přídi, zadní polosféru měl bránit volně zavěšený kulomet. Konstruktér společnosti Nakadžima Kacudži Nakamura navrh pro pohon specifikace 13-Ši dvojici hvězdicových čtrnáctiválců Nakadžima NK1F Sakae 21 a 22 chlazených vzduchem s rozdílným smyslem otáčení, čímž měl být odstraněn reakční moment třílistých kovových vrtulí.

## Vývoj

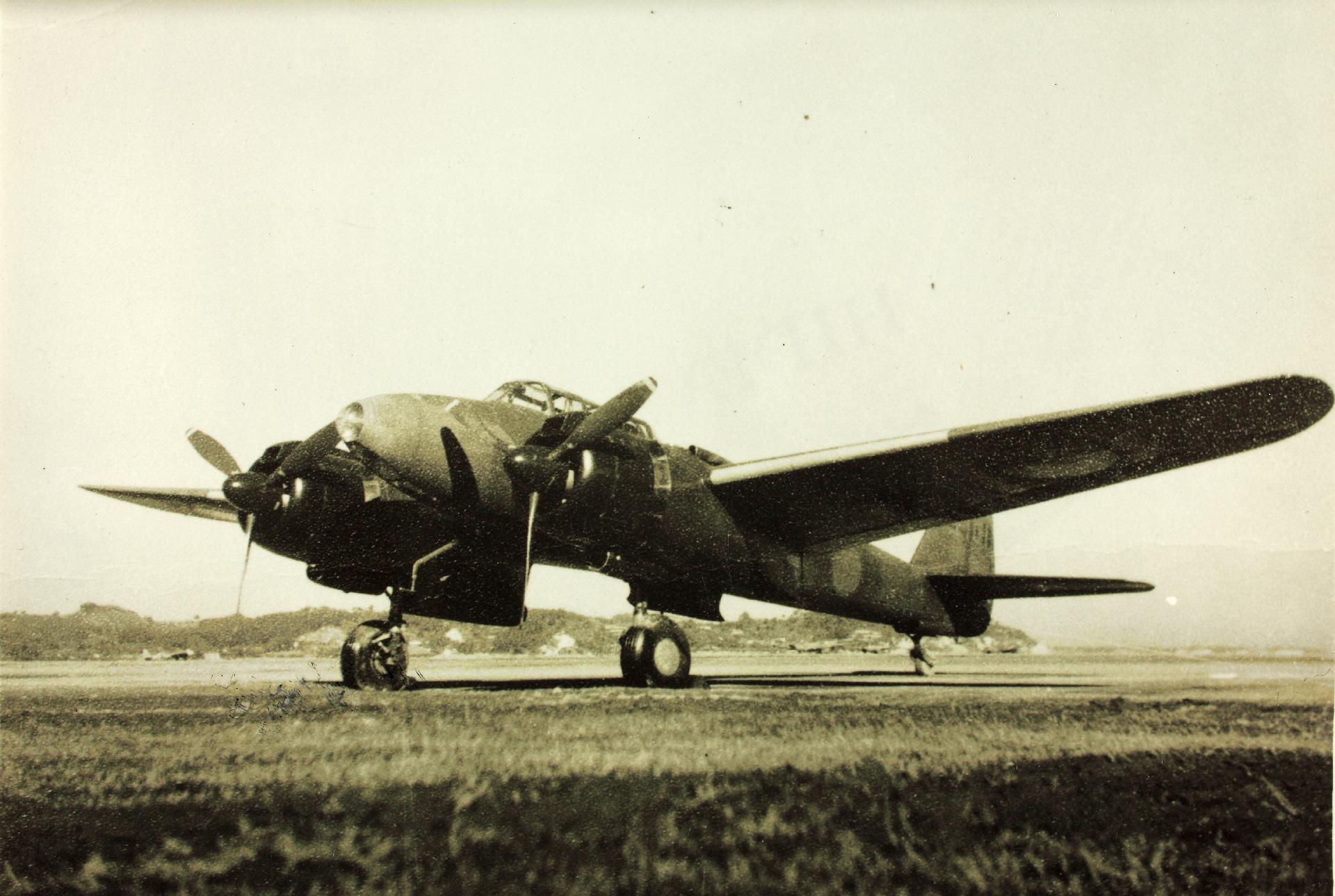
Nakadžima J1N1-S s reflektorem v přídi

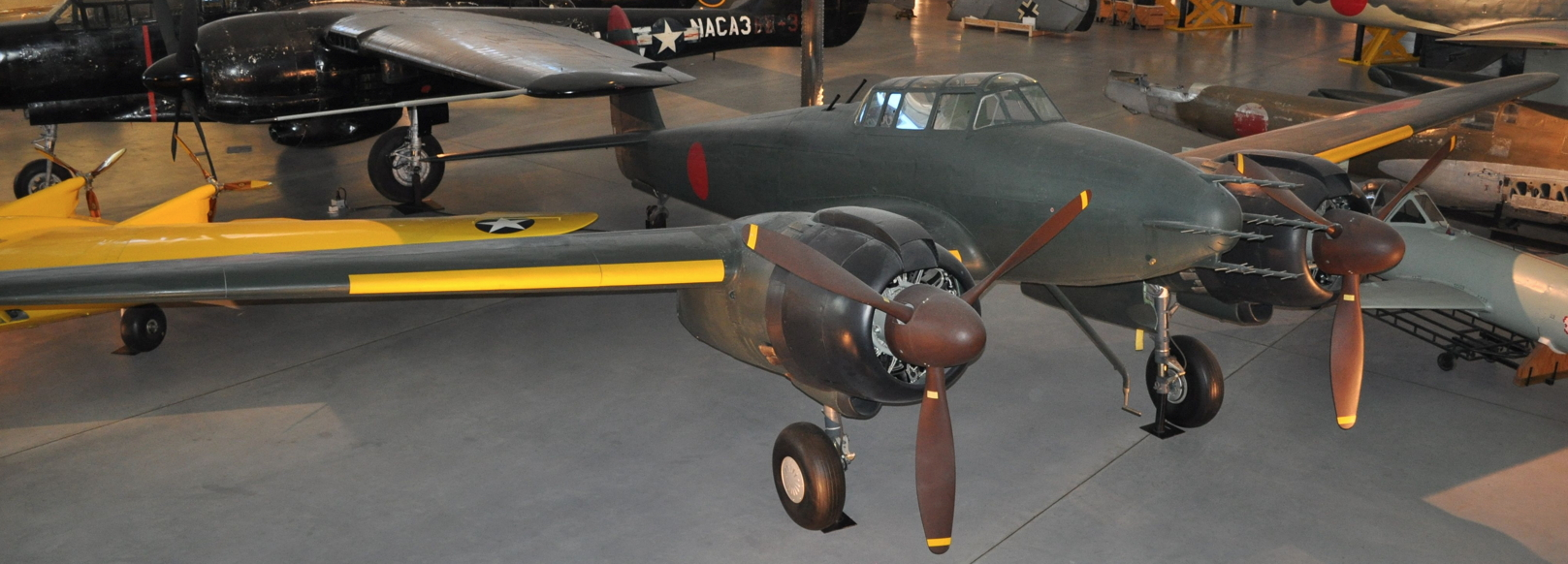
Nakadžima J1N1-S s radarem v přídi

První prototyp byl dokončen v březnu 1941. Trpěl třepáním křidélek a nedostatky v řízení, funkci hydraulického systému i motorů s opačným smyslem chodu. Ovladatelnost se zlepšila až instalací vztlakových klapek na odtokové hraně a slotů v náběžné hraně křídla. Společně s druhým prototypem byl testován v simulovaných soubojích se stíhacím letounem Micubiši A6M, který kromě rychlosti oba letouny převyšoval.
Komisi Generálního štábu neuspokojil ani zbraňový systém, který byl v rámci nového letounu vyvíjen a zkoušen. Kromě kupředu zaměřených zbraní, jednoho kanónu ráže 20 mm a dvou kulometů ráže 7,7 mm, bylo zvažováno použití komplexu dvou stupňovitě uspořádaných dálkově ovládaných střeleckých věžiček umístěných za kabinou. V každé z nich byly pod nízkým krytem lafetovány zdvojené kulomety ráže 7,7 mm. Komise v říjnu vývoj doprovodného stíhacího letounu zavrhla a s firmou Nakadžima bylo dohodnuto rozestavěné stroje dokončit pro potřeby dálkového průzkumu.
Průzkumné letouny měly pro obranu zadní polosféry instalovaný kulomet ráže 7,7 mm nebo 13 mm, pro plnění ofenzivních úkolů ozbrojeného průzkumu tvořila hlavňovou výzbroj dvojice kulometů ráže 7,7 mm a kanón ráže 20 mm v přídi. Pod centroplán bylo možno zavěsit dvě pumy po 30 kg. Vnitřní zásoba paliva byla navýšena o 250 l, později vyrobené stroje mohly pod vnějšími částmi křídla nést dvě přídavné nádrže s kapacitou po 310 l, nebo pumy malé ráže. Tvar horní části trupu byl přizpůsoben pro pilota, radistu a navigátora-pozorovatele, sedícího v zadní níže položené části kabiny. Sedm prototypů bylo vybaveno motory Sakae 21 se shodným smyslem otáčení.
První typ označený jako J1N1-C (novější označení J1N1-R model 11) se tedy začal vyrábět od druhé poloviny roku 1942 jako průzkumný.
Tento typ také posloužil k testům dvou provedení otočných polosférických střeleckých věží umístěných za kabinou pilota a vyzbrojených 20mm kanónem. Tato subverze J1N1-F však nebyla zařazena do sériové výroby.

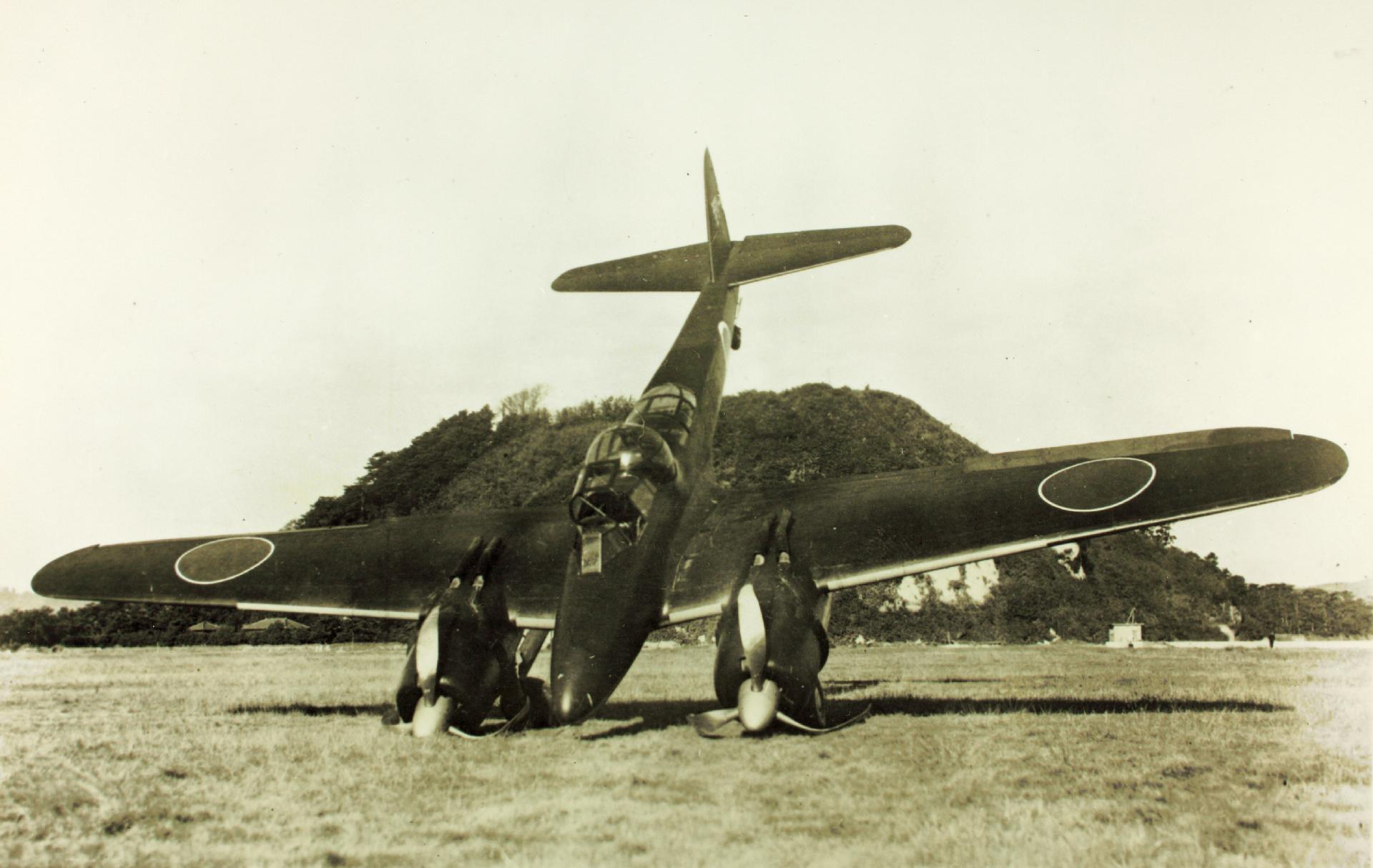
Havárie stroje Nakajima J1N1-R Gekko, 1945

Od roku 1943 byla vyráběna verze pro noční stíhání upravená z J1N1-R, označená nejprve jako J1N1-C KAI (respektive J1N2 model 21, později Gekkó model 11 či J1N1-S), do které byly namontovány dva páry 20mm kanónů typ 99 model 2, zakotvených v zadní kabině a zaměřených pod úhlem 30° šikmo kupředu, nahoru a dolů (úpravu tzv. Schräge Musik navrhl Jasuna Kozono). Protože se tyto letouny osvědčily, byly na stíhání přebudovány i již dříve postavené letouny. Byly dvoumístné a nenesly výzbroj v přídi ani obranný kulomet.
Zbraně v průběhu hledání nejvýhodnější skladby výzbroje několikrát změnily počet i místo uložení. Konstruktéři nejprve odstranili málo účinné kanóny zaměřené směrem dolů a u definitivní noční stíhací subverze označované původně jako J1N3 model 23, nověji však Gekkó model 11A (J1N1-Sa) zůstaly instalovány tři kanóny ráže 20 mm. Dvě hlavně vyčnívaly šikmo ze hřbetu trupu vpravo za kabinou a třetí čněla ze hřbetu trupu vlevo za nimi.
Stroje J1N1-Sa z posledních dodávek byly osazeny motory Sakae 21 s individuálními ejektory výfukových plynů sdružených do skupin, které nahradily dvojité potrubí odvádějící spaliny z prstencových kolektorů nad horní plochu křídla. Verze S neměly odstupňovanou zadní část trupu a některé exempláře nesly místo radiolokátoru vyhledávací reflektor.

## Operační historie

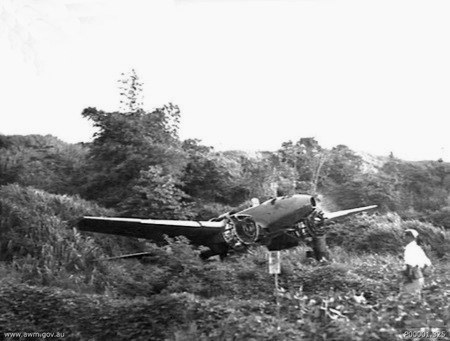
Vrak letounu Nakadžima J1N1 v Rabaulu, 1945

Letouny útočily většinou proti americkým těžkým bombardérům, které operovaly ve velkých výškách, ale na B-29 většinou nestačily. V závěru roku 1944 dostaly některé J1N1 pokusně palubní radar H-6 s dosahem 55 km, později se na přídích J1N1-S/Sa objevily čtyři ramena pětiprvkových antén radiolokátoru FD-2, schopného lokalizovat cíl letící ve vzdálenosti 400 až 3000 m. Na konci války byly letouny též užívány k sebevražedným útokům kamikaze.
Výroba J1N1 byla v Koizumi ukončena v listopadu 1944.

## Specifikace (J1N1)

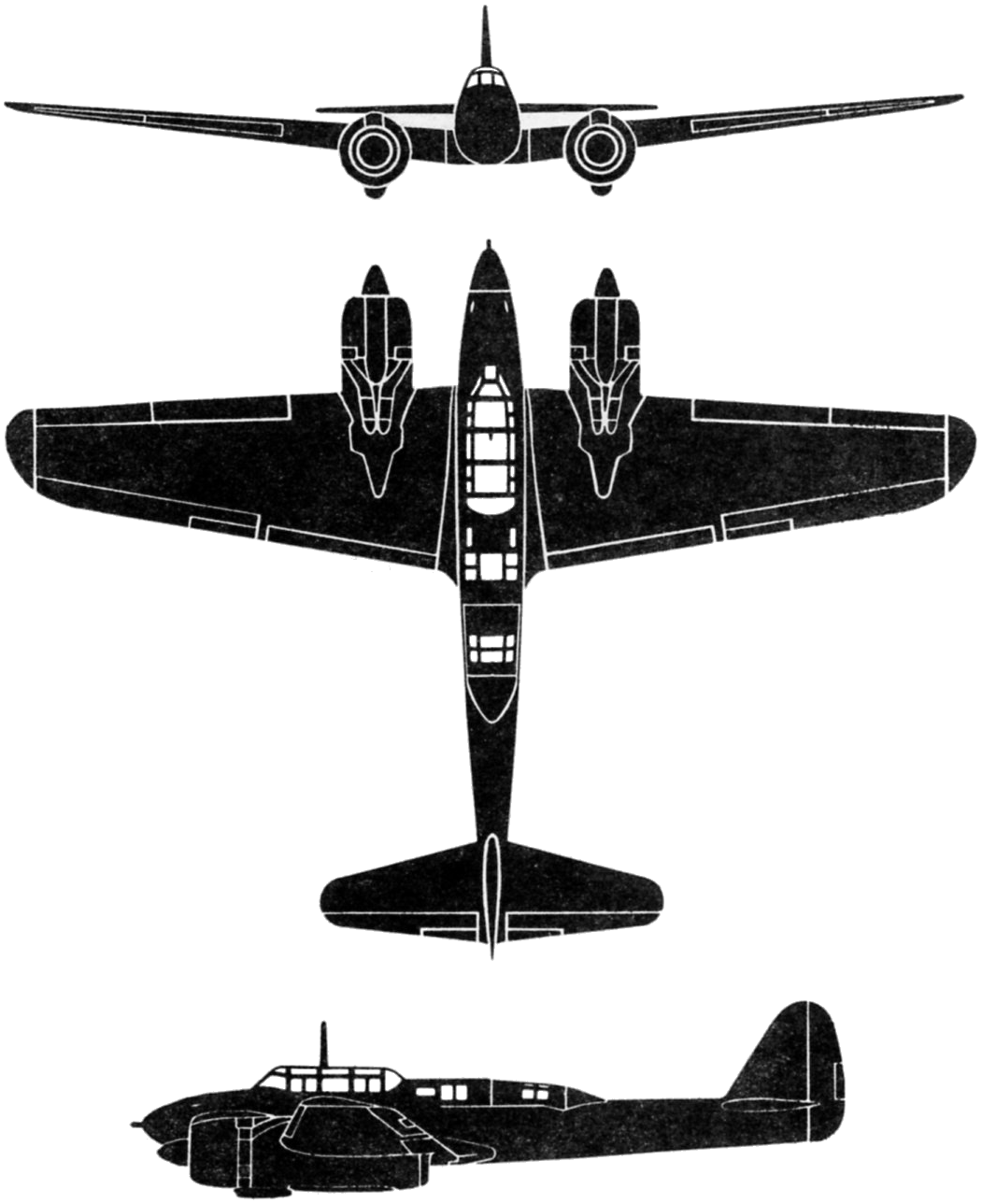
Třípohledová silueta J1N

Údaje podle

### Technické údaje
- Osádka: 3
- Rozpětí: 17,00 m
- Délka: 12,30 m
- Výška: 3,97 m
- Nosná plocha: 40,00 m²
- Hmotnost prázdného letounu: 3 930 kg
- Vzletová hmotnost: 6 200 kg
- Pohonná jednotka: 2 × vzduchem chlazený dvouhvězdicový motor Nakadžima NK1F Sakae 21/22
- Výkon pohonné jednotky: 858 kW (1 151 hp) (vzletový)

### Výkony
- Maximální rychlost: 522 km/h (ve výšce 5000 m)
- Ekonomická cestovní rychlost: 324 km/h (ve výšce 4000 m)
- Přistávací rychlost: 139 km/h
- Výstup do hladiny 3000 m: 5 min 15 s
- Dostup:
- Dolet: 3 740 km

### Výzbroj
- 1 × 20mm kanón typu 99 v přídi
- 2 × 7,7mm letecký kulomet typu 97 v přídi
- 4 × 7,7mm letecký kulomet typu 97 ve dvou dálkově ovládaných věžičkách na hřbetě trupu[2]